# Martin Dörrie
Martin Dörrie (* 1952 in Hildesheim; † 14. Juni 2006 in Hannover) war ein deutscher Klavierlehrer.
Geboren im niedersächsischen Hildesheim war bereits seine Schulzeit von der intensiven Beschäftigung mit der Musik geprägt. Nach dem Abitur nahm er im Jahre 1971 sein Klavierstudium an der Hochschule für Musik und Theater Hannover, einer der wichtigsten Musikhochschulen im Bereich Klavier weltweit, bei Karl-Heinz Kämmerling auf. Er war Stipendiat der Studienstiftung des deutschen Volkes und gewann als Pianist Preise bei den renommierten Wettbewerben in Santander, Genf, Essen und Bonn.
Nach dem Erwerb der staatlichen Musiklehrerprüfung 1975 absolvierte er 1978 das Konzertexamen, worauf ein Jahr in Paris bei Vlado Perlemuter folgte.
Dörrie starb 2006 an Leukämie.
Schon mit 31 Jahren wurde Dörrie Professor an der Hochschule für Musik und Theater Hannover. 1996 wurde er dort zudem auf die Stelle für Didaktik und Methodik des Klavierspiels berufen. Seine engen Freundschaften zu Komponisten wie dem Israeli André Hajdu führten zu einer äußerst fruchtbaren und kreativen Tätigkeit als Klavierpädagoge, so brachten Dörries Schüler pädagogische Kompositionen von Hajdu zur Uraufführung. Den Klassikern der komponierten Klavierpädagogik zollte Dörrie gemeinsam mit seinen Schülern Tribut, in dem er seine Klavierklasse immer wieder Gesamtaufführungen, wie beispielsweise von Bachs Wohltemperiertes Klavier (beide Bände), spielen ließ.
Viele seiner Schüler, unter ihnen der als Klavierbegleiter von Thomas Quasthoff bekannt gewordene Justus Zeyen, wurden zu erfolgreichen Pianisten.
Neben seinem künstlerischen und pädagogischen Engagement übernahm Dörrie ehrenamtliche Aufgaben, so gehörte er im Deutschen Tonkünstlerverband Niedersachsen viele Jahre dem Vorstand an.